# Torben Rostbøll
Torben Rostbøll (født 28. august 1929 i Aarhus, død 5. oktober 2024 på Frederiksberg) var en dansk præst og højskoleforstander.
Torben Rostbøll, der var søn af en overlærer, blev i 1953 selv læreruddannet og læste efter nogle år som højskolelærer i Norge på Universitetet i Oslo 1956-1962. Fra 1962-1991 var han forstander for Ryslinge Højskole. Efter tiden på Ryslinge arbejdede han 1992-1994 som områdekoordinator i Dansk Flygtningehjælp. Fra 1996 til 1999 læste han teologi og aflagde i 1999 bispeprøve. Han var fra 2000 til 2003 præst for den danske menighed Øst for Malaga i Spanien under Dansk Kirke i Udlandet.
Sideløbende med sit virke var han fra 1988 til 1993 TV 2 Fyns første bestyrelsesformand.
Torben Rostbøll var gift to gange. Først 1961-1996 med tidligere kulturminister Grethe Rostbøll og fra 1998 med lærer Alice Camp.
I 1988 tildeltes han Ridderkorset.
Torben Rostbøll er begravet på Frederiksberg Ældre Kirkegård.